# Проктит
Прокти́т — запалення слизової оболонки прямої кишки, включаючи й анальну її частину.

## Етіологія

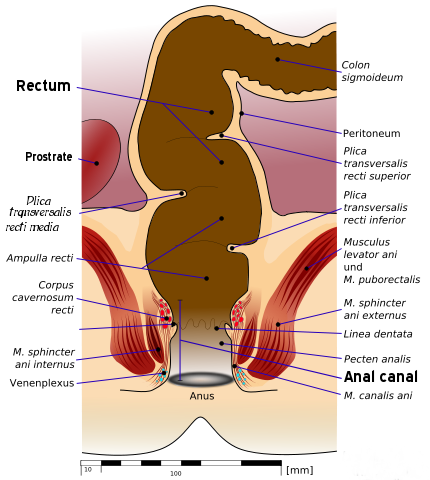
Анатомічні структури людської прямої кишки.

Найчастіше проктит проявляється як симптом інших захворювань товстої кишки: неспецифічного виразкового коліту, хвороби Крона, шигельозу. рідше можуть бути й інші причини: різні захворювання тонкої кишки, парапроктит, тріщина чи сифіліс, гонорея.

## Клінічні прояви
За характером перебігу хвороби його поділяють на гострий на хронічний.

### Гострий проктит
Гострий проктит розпочинається раптово, з підвищенням температури тіла, ознобом, несправжніми позивами до дефекації, болем, відчуттям тяжкості, печіння у прямій кишці. Свербіж трапляється нечасто, але якщо він є, то перебігає тяжко через наявність виражених місцевих проявів.

### Хронічний проктит
На відміну від гострого проктиту, хронічний є досить поширеним. З'являється непомітно, загальні ознаки майже відсутні. Можливим є свербіж, біль, печіння при дефекації, виділення з анального отвору. Ці прояви дуже незначні й зазвичай проходять непомітно. Далі після вживання гострої їжі посилюється відчуття печії в прямій кишці, з'являються гнійні виділення з анального отвору; іноді провідним симптомом є різкий свербіж анальної ділянки. Функція кишок не порушується. При неспецифічному виразковому проктиті є виразки. Для нього характерні несправжні позиви до дефекації, виділення крові, при цьому свербіж, печіння майже не турбують.

## Діагностика
Проктит діагностують за анамнезом пацієнта, даними ректоскопії, біопсії прямої кишки. Під час ректороманоскопії відзначають гіперемію слизової оболонки, іноді є набряк чи інфільтрація її. При цьому проктит може бути або обмежений нижньою (ампулярною) частиною прямої кишки, або поширений на всю пряму кишку. Диференціальний діагноз проводять із неспецифічним виразковим колітом, поліпами задньопрохідного каналу, раком прямої кишки.

## Лікування
Для лікування гострого проктиту призначають дієту — стіл № 2-3, треба пити багато води (близько 4-5 л у день). Для повного очищення кишечника роблять клізми. Можна застосовувати та лікувальні мікроклізми. Цей курс триває два тижні, потім перерва, і знову два тижні, навіть за відсутності симптомів. Повернення до вживання будь-якої їжі робиться дуже поступово, не раніше, як через 2-3 місяці. Інакше неправильне харчування може призвести до рецидиву. Аналогічне лікування назначається і при хронічному проктиті, тільки дієта більш гнучка. У разі, якщо проктит спричинений іншим захворюванням, треба лікувати цю хворобу.

## Прогноз
Гострий проктит, якщо не є одним з симптомів хвороби Крона, завершується. як правило, одужанням. Прогноз щодо хронічного проктиту є менш утішним, але при правильному лікуванні відчуття дискомфорту, свербежу у задньому проході будуть відчуватися нечасто.